# Lucena CF
Club de Fútbol Fuenlabrada, S.A.D. – hiszpański klub piłkarski, grający w Segunda División B, mający siedzibę w mieście Fuenlabrada.

## Sezony
| Sezon   | Liga     | Miejsce | Puchar Króla |
| ------- | -------- | ------- | ------------ |
| 1983/84 | 3ª       | 19.     |              |
| 1984-90 | Regional | 4.      |              |
| 1990/91 | 3ª       | 14.     |              |
| 1991/92 | 3ª       | 14.     |              |
| 1992/93 | 3ª       | 9.      |              |
| 1993/94 | 3ª       | 16.     |              |
| 1994/95 | 3ª       | 18.     |              |
| 1995/96 | Regional | 4.      |              |
| 1996/97 | 3ª       | 17.     |              |
| 1997/98 | 3ª       | 5.      |              |
| 1998/99 | 3ª       | 5.      |              |
| 1999/00 | 3ª       | 9.      |              |
| 2000/01 | 3ª       | 3.      |              |
| 2001/02 | 3ª       | 5.      |              |

| Sezon   | Liga | Miejsce    | Puchar Króla |
| ------- | ---- | ---------- | ------------ |
| 2002/03 | 3ª   | 3.         |              |
| 2003/04 | 3ª   | 11.        |              |
| 2004/05 | 3ª   | 9.         |              |
| 2005/06 | 3ª   | 9.         |              |
| 2006/07 | 3ª   | 3.         |              |
| 2007/08 | 2ªB  | 10.        |              |
| 2008/09 | 2ªB  | 15.        |              |
| 2009/10 | 2ªB  | 6.         |              |
| 2010/11 | 2ªB  | 10.        | III runda    |
| 2011/12 | 2ªB  | 3.         |              |
| 2012/13 | 2ªB  | 4.         |              |
| 2013/14 | 2ªB  | 5.         | II runda     |
| 2014/15 | 2ªB  | 20.        |              |
| 2015/16 | 3ª   | Degradacja |              |

- 8 sezonów w Segunda División B
- 18 sezony w Tercera División